# Richard Wagner (Schriftsteller)

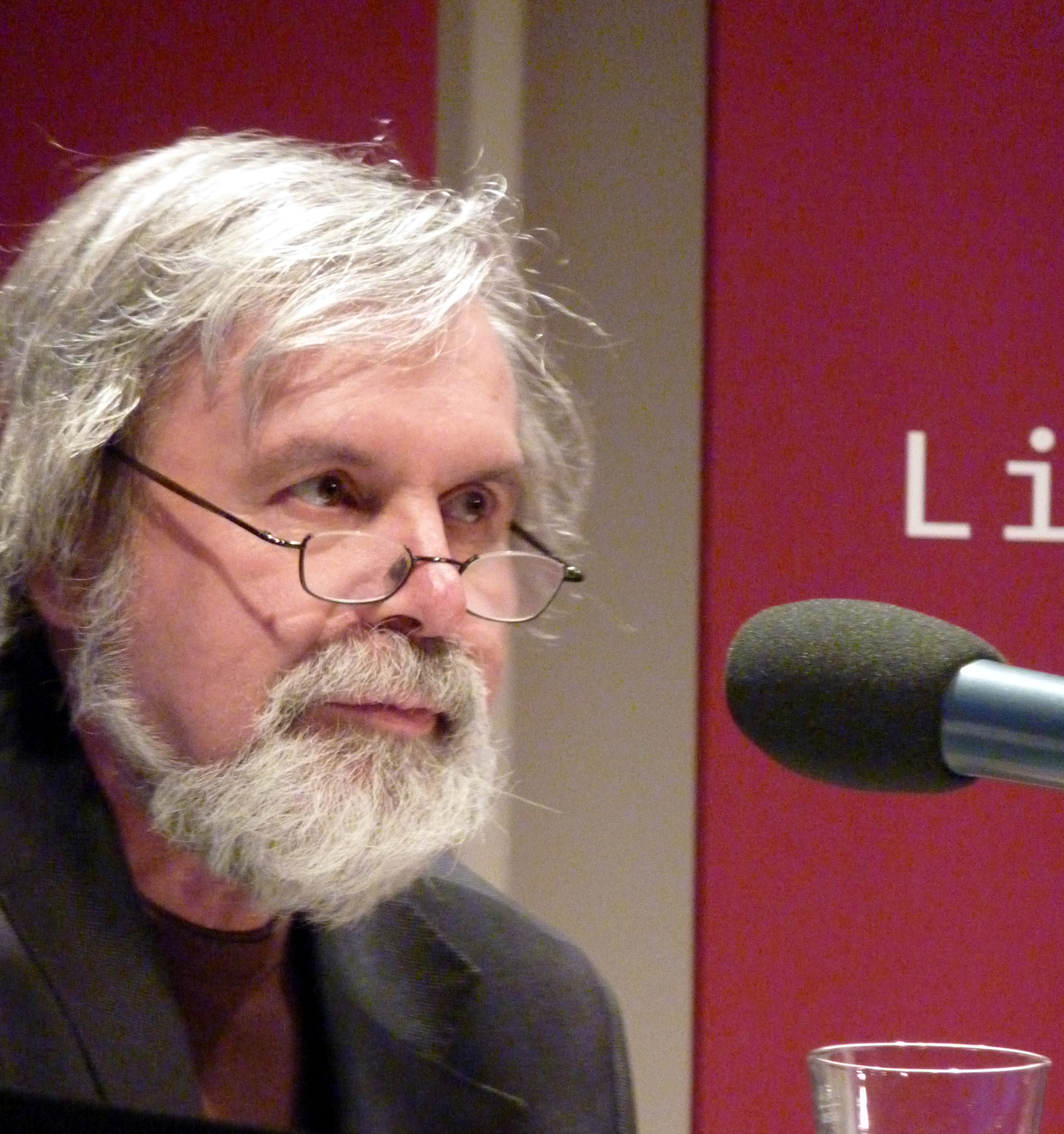
Richard Wagner (2010)

Richard Wagner (* 10. April 1952 in Lovrin, Rumänien; † 14. März 2023 in Berlin) war ein rumänisch-deutscher Schriftsteller. Er gehörte der deutschsprachigen Minderheit der Banater Schwaben an.

## Leben
Richard Wagner begann seine Laufbahn als Schriftsteller 1969, als er mit Gedichten in der Zeitung Neuer Weg debütierte. Er trat 1972 der Rumänischen Kommunistischen Partei bei. Während seines Studiums der Germanistik und Rumänistik in Timișoara publizierte Wagner weiter Lyrik und Kurzprosa und gründete 1972 gemeinsam mit seinen Studienfreunden und Schriftstellerkollegen Johann Lippet, Anton Sterbling, Gerhard Ortinau, Ernest Wichner, Albert Bohn, Rolf Bossert, William Totok und Werner Kremm die Aktionsgruppe Banat. Nach einer kurzzeitigen Verhaftung Wagners durch den rumänischen Geheimdienst Securitate wurde die Gruppe 1975 zerschlagen. Zuvor waren die jungen Schriftsteller bereits von der Securitate abgehört und überwacht worden.
Wagner arbeitete im Anschluss an sein Studium in Hunedoara als Deutschlehrer und später als Journalist. Nachdem er sich geweigert hatte, eine Jubelreportage zum Nationalfeiertag zu verfassen, verlor er seine Anstellung. In Timișoara trat er dem Adam-Müller-Guttenbrunn-Literaturkreis bei, dem neben anderen auch Herta Müller, Ilse Hehn, Helmuth Frauendorfer und Horst Samson angehörten. Nachdem Nikolaus Berwanger, der Mitbegründer des Literaturkreises, im Herbst 1984 von einer Auslandsreise in die Bundesrepublik Deutschland nicht nach Rumänien zurückgekehrt war, entschlossen sich auch Richard Wagner und seine damalige Ehefrau Herta Müller, Anträge zur endgültigen Ausreise zu stellen. Beide konnten 1987 in die Bundesrepublik Deutschland übersiedeln. Sie waren ab 1979 ein Paar, ab 1984 verheiratet; 1989 trennten sie sich. Wagner hatte sein privates Archiv 2013 dem Institut für deutsche Kultur und Geschichte Südosteuropas in München übergeben. Die Literaturwissenschaftlerin Christina Rossi, die es erforschte, berichtete, aus den darin enthaltenen Akten gehe hervor, dass Wagner und Müller noch in Deutschland Morddrohungen des rumänischen Staatsapparates erhalten hätten.
Wagner lebte als Schriftsteller und freier Journalist in Berlin. 2012 erkrankte er an Krebs und überlebte die Krankheit nur knapp. Bereits 2003 war bei Wagner Parkinson diagnostiziert worden. Während Wagner anfangs trotz der Erkrankung schreiben und veröffentlichen konnte, zwang ihn der zunehmend schwere Verlauf schließlich dazu, das Schreiben weitgehend einzustellen. Wagner starb im März 2023 im Alter von 70 Jahren in Berlin.

## Werk
Wagner debütierte bereits als Schüler mit Gedichten und blieb dem Genre der Lyrik sein Leben lang treu. Zwischen 1973 und 2017 publizierte er zwölf Gedichtbände; mit dem letzten Band Gold (2017) eine Auswahl aus allen knapp 1000 geschriebenen Gedichten sowie zahlreiche, die zuvor nur in Zeitschriften abgedruckt waren oder unveröffentlicht im Archiv des Dichters vorlagen. Wagner, der seit Beginn seines lyrischen Schreibens in der Tradition Bert Brechts, später Rolf Dieter Brinkmanns und der Dichter der Beat Generation, für einen kritischen und wachen Umgang mit der Wirklichkeit eintrat, hinterfragte anfangs besonders die engen Traditionen und konventionellen Denkweisen der deutschen Minderheit, der er selbst angehörte; später mündete diese Haltung in die Auseinandersetzung mit dem sozialistischen Regime Ceaușescus: seine Kritik richtete sich primär nicht gegen die Politik, sondern gegen die Menschen, die sich von politischer Ideologie einwickeln lassen, aus Angst und Naivität keine Aktion entwickeln und in Gang setzen.
Der Dichter Franz Hodjak schrieb über seine Lyrik bereits 1973: „Wagners Gedichtstrukturen sind äußert luzide durchkomponiert und lassen deutlich zwei Tendenzen erkennen: einerseits die Neigung zu einer überaus plastischen Vergegenständlichung der lyrischen Substanz und andererseits den Hang zum abstrakteren poetischen Diskurs. Der poetische Diskurs ist immer nüchtern, unterkühlt, mit kargem Wortmaterial aufgebaut, er wird zielbewusst gestartet, verläuft sich dann scheinbar in ganz Belanglosem, um überraschend in eine effektvolle, genau vorausberechnete Schlußpointe einzumünden.“ Die Lyrik, die Wagner nach seiner Ausreise in die Bundesrepublik schrieb, wandelte sich mit seiner Lebenswelt und wurde introspektiver, knapper und schließlich wieder aphoristischer. „Fragmentarische Stadtbilder und die Beobachtung der Lebensvergessenheit der Konsumgesellschaft gewinnen durch die größere Nüchternheit des Tons und der Konstruktion der Gedichte zugleich an poetischer Schärfe wie an Suggestivkraft.“
Schon einige Jahre nachdem er frühe Gedichte publiziert hatte, wandte sich Wagner der Prosa zu und pflegte dabei zunächst die Kurz- und Kürzestprosa in mehreren eigenständigen Bänden und regelmäßigen Publikationen in deutschsprachigen Zeitungen in Rumänien. Die teilweise der surrealistischen, phantastischen und absurden Literatur nahestehenden Fragmente und Skizzen gehören zum Besten, das Wagner in der Prosa vermochte. Dennoch gab er das Genre bald zugunsten des Romans auf. Bereits kurz vor der Ausreise ging er zum Genre der etwas längeren Erzählung über; in Deutschland widmete er sich dann erstmals und intensiv dem Genre des Romans. Zu seinen wichtigsten und erfolgreichsten Romanen gehören Das reiche Mädchen (2007) und Habseligkeiten (2004). Zeitgleich betätigte er sich als Journalist und Essayist und publizierte 2011 gemeinsam mit Thea Dorn den Bestseller Die deutsche Seele – ein Essaywerk, das typisch deutsche Begriffe und Kulturgüter diskutiert.
Wagner war jahrelang Mitglied des publizistischen Netzwerks „Die Achse des Guten“.
In seiner zuletzt erschienenen Prosa Herr Parkinson, über die Barbara Möller schrieb: „‚Herr Parkinson‘ ist ein Selbstporträt des Künstlers als kranker Mann. Schonungslos. Lakonisch. Zornig. Witzig. Traurig“, setzte Wagner sich erzählerisch mit seiner Krankheit auseinander. „Das Buch ist jedoch in erster Linie kein Krankheitsbericht, sondern der schonungslose innere Monolog eines durch die Einwirkungen von Krankheit und Medikamenten physisch wie psychisch derangierten Erzählers, dessen Erkrankung sein gesamtes Leben umwirft, beansprucht und herausfordert.“
Zuletzt erschien im Jahr 2017 unter dem Titel Poetologik ein langes literaturwissenschaftliches Gespräch mit Wagner. In diesem Band sind auch zahlreiche Essays und Vorträge Wagners zu Literatur und Sprache abgedruckt.

## Wagners Archiv im Institut für deutsche Kultur und Geschichte Südosteuropas
Aufgrund seiner Krankheit war es Wagner ein Anliegen, sein privates und literarisches Archiv noch zu Lebzeiten zu sichern. Im Jahr 2013 übergab er dieses in Form eines Vorlasses an das Institut für deutsche Kultur und Geschichte Südosteuropas e. V. (IKGS) an der LMU München. Dort wurde sein gesamtes Archiv in den Jahren von 2015 bis 2017 von der Literaturwissenschaftlerin Christina Rossi gesichtet, ausgewertet und archiviert. Im Archiv Richard Wagners liegen Werkfassungen und -teile, Manuskripte, Material zum Werk, Fotos, Briefe, Lebensdokumente, Notizen und Aufzeichnungen sowie umfangreiche Materialsammlungen zu verschiedenen Themen und Projekten des Schriftstellers vor. Das Archiv im IKGS ist für die Recherche durch Wissenschaftler seit 2017 zugänglich.
Seit seinem Tod verwaltet die Literaturwissenschaftlerin Christina Rossi die Urheberrechte an Wagners Werk.

## Wagner in der rumäniendeutschen Diskussion
2009 beschuldigte Wagner die Landsmannschaft der Banater Schwaben, dass in ihren Reihen Ex-Spitzel des ehemaligen rumänischen Geheimdienstes Securitate aktiv seien.
Um 2010 verdichtete sich der Verdacht gegen einige rumäniendeutsche Autoren wie Oskar Pastior, Claus Stephani sowie Franz Thomas Schleich und Wagners ehemalige Freunde Werner Söllner und Peter Grosz, mit der Securitate zusammengearbeitet zu haben. In seinen Publikationen sieht sich Wagner als „Aufklärer von Securitate-Verstrickungen“. Er forderte „schonungslose Aufklärung der Securitate-Verstrickung Pastiors“, den er an anderer Stelle einen „Meister der Duplizität“ bezeichnete, wobei er auch die Haltbarkeit der Oskar-Pastior-Stiftung in Frage stellte. Er betrachte Pastiors Werk als „ein Feuerwerk an Sprachartistik“, dem aber „jede moralische Begründung“ fehle. Das Landgericht München und das Oberlandesgericht München untersagten Wagner 2011 die „Verdachtsberichterstattung von erheblichem öffentlichen Interesse“, Claus Stephani hätte als „zuverlässiger Zuträger“ gegolten und sei „für seine geheime Tätigkeit sogar belohnt“ worden.

## Einzeltitel

### Lyrik
- Klartext. Ein Gedichtbuch. Kriterion, Bukarest 1973.
- die invasion der uhren. Gedichte. Kriterion, Bukarest 1977.
- Hotel California 1. Der Tag, der mit einer Wunde begann. Gedichte. Kriterion, Bukarest 1980.
- hotel california 2. Gedichte. Kriterion, Bukarest 1981.
- Gegenlicht. Gedichte. Facla Verlag, Timișoara 1983.
- Rostregen. Gedichte. Luchterhand, Darmstadt / Neuwied 1986, ISBN 3-472-86642-X.
- Schwarze Kreide. Gedichte. Luchterhand, Frankfurt am Main 1991, ISBN 3-630-86759-6.
- Heiße Maroni. Gedichte. DVA, Stuttgart 1993, ISBN 3-421-06656-6.
- Mit Madonna in der Stadt. Gedichte. Lyrikedition 2000, München 2000, ISBN 3-935284-27-6.
- Federball. Gedichte. Reihe Zeitzeichen, Aschersleben 2007, ISBN 978-3-9810379-4-4.
- Linienflug. Gedichte. Hrsg. von Ernest Wichner. Hochroth, Berlin 2010, ISBN 978-3-942161-03-9.
- Gold. Gedichte. Aufbau, Berlin 2017, ISBN 978-3-351-03676-8.

### Prosa
- Der Anfang einer Geschichte. Prosa. Dacia, Cluj-Napoca 1980.
- Anna und die Uhren. Ein Lesebuch für kleine Leute. Mit Bildern von Cornelia König. Luchterhand, Darmstadt/Neuwied 1987, ISBN 3-472-61709-8.
- Das Auge des Feuilletons. Geschichten und Notizen. Dacia, Cluj-Napoca 1984.
- Ausreiseantrag. Eine Erzählung. Luchterhand, Darmstadt 1988, ISBN 3-630-86664-6.
- Begrüßungsgeld. Eine Erzählung. Luchterhand, Frankfurt am Main 1989, ISBN 3-630-86691-3.
- Die Muren von Wien. Roman. Luchterhand, Frankfurt am Main 1990, ISBN 3-630-86740-5.
- Der Himmel von New York im Museum von Amsterdam. Geschichten. Frankfurter Verlagsanstalt, Frankfurt am Main 1992, ISBN 3-627-10190-1.
- Giancarlos Koffer. Rotbuch, Berlin 1993, ISBN 3-88022-796-9.
- Der Mann, der Erdrutsche sammelte. Geschichten. DVA, Stuttgart 1994, ISBN 3-421-06666-3.
- In der Hand der Frauen. Roman. DVA, Stuttgart 1995, ISBN 3-421-05008-2.
- Lisas geheimes Buch. Roman. DVA, Stuttgart 1996, ISBN 3-421-05057-0.
- Im Grunde sind wir alle Sieger. Roman. Klett-Cotta, Stuttgart 1998, ISBN 3-608-93446-4.
- Miss Bukarest. Roman. Aufbau, Berlin 2001, ISBN 3-351-02926-8.
- Habseligkeiten. Roman. Aufbau, Berlin 2004, ISBN 3-351-03027-4.
- Das reiche Mädchen. Roman. Aufbau, Berlin 2007, ISBN 978-3-351-03226-5 (Angelehnt an das Leben und den Tod von Katrin Reemtsma).[33]
- Belüge mich. Roman. Aufbau, Berlin 2011, ISBN 978-3-351-03336-1.
- Herr Parkinson. Knaus, München 2015, ISBN 978-3-8135-0653-2.

### Essay
- Sonderweg Rumänien. Bericht aus einem Entwicklungsland. Rotbuch, Berlin 1991, ISBN 3-88022-047-6.
- Völker ohne Signale. Zum Epochenbruch in Osteuropa. Rotbuch Berlin 1992, ISBN 3-88022-066-2.
- Mythendämmerung. Einwürfe eines Mitteleuropäers. Rotbuch, Berlin 1993, ISBN 3-88022-099-9.
- Der leere Himmel, Reise in das Innere des Balkan. Aufbau, Berlin 2003, ISBN 3-351-02548-3.
- Der deutsche Horizont. Vom Schicksal eines guten Landes. Aufbau, Berlin 2006, ISBN 3-351-02628-5.
- Es reicht. Gegen den Ausverkauf unserer Werte. Aufbau, Berlin 2008, ISBN 978-3-351-02673-8.
- Die deutsche Seele. Mit Thea Dorn. Knaus, München 2011, ISBN 978-3-8135-0451-4.
- Habsburg. Bibliothek einer verlorenen Welt. Hoffmann und Campe, Hamburg 2014, ISBN 978-3-455-50306-7.

### Poetik
- Poetologik. Der Schriftsteller Richard Wagner im Gespräch [mit Christina Rossi]. Wieser, Klagenfurt 2017, ISBN 978-3-99029-236-5.

### Herausgeberschaft
- Der Sturz des Tyrannen. Rumänien und das Ende der Diktatur. Mit Helmuth Frauendorfer. Rowohlt, Reinbek bei Hamburg 1990, ISBN 3-499-12839-X.
- Ich hatte ein bisschen Kraft drüber. Materialsammlung zu Birgit Vanderbeke von Richard Wagner. Fischer Taschenbuchverlag, Frankfurt am Main 2001, ISBN 3-596-14937-1.
- Und meine Seele spannte weit ihre Flügel aus. Hundert deutsche Gedichte. Aufbau, Berlin 2013, ISBN 978-3-351-03549-5.

## Auszeichnungen
In Rumänien
- 1971: Preis der Neuen Banater Zeitung (für einen Kurzprosatext)
- Preis des Pionierverbandes der Kommunistischen Kindervereinigung
- 1973: Preis des Kommunistischen Jugendverbandes, für den Gedichtband Klartext[34]
- 1981: Lyrikpreis des rumänischen Schriftstellerverbandes[35]

In Deutschland
- 1987: Sonderpreis Politisches Gedicht des Leonce-und-Lena-Preises[36]
- 1987: Stipendium des Deutschen Literaturfonds e. V.
- 1988: Förderpreis Andreas-Gryphius-Preis
- 1989: Deutscher Sprachpreis, gemeinsam mit Gerhardt Csejka, Helmuth Frauendorfer, Klaus Hensel, Johann Lippet, Herta Müller, Werner Söllner, William Totok
- 1990/1991: Rom-Preis der Deutschen Akademie Villa Massimo
- 1993: Teilnahme an den Frankfurter Poetik-Vorlesungen (mit Klaus Hensel, Franz Hodjak und Werner Söllner)[37]
- 2000: neue deutsche literatur-Literaturpreis
- 2008: Georg-Dehio-Buchpreis
- 2011: Donauschwäbischer Kulturpreis des Landes Baden-Württemberg, Ehrengabe für sein Gesamtwerk
- 2014: Verdienstkreuz am Bande des Verdienstordens der Bundesrepublik Deutschland[38]